# ダビド・マルティネス・モラレス
ダビド・エマニュエル・マルティネス・モラレス（David Emmanuel Martínez Morales, 2006年2月7日 - ）は、ベネズエラ・アンソアテギ州エル・ティグレ出身のサッカー選手。メジャーリーグサッカー・ロサンゼルスFC所属。ポジションはFW。

## クラブ経歴

### モナガスSC
2022年に16歳でトップチームに昇格。同年2月22日のコパ・リベルタドーレス2022予備予選2回戦のエベルトン・デ・ビニャ・デル・マール戦でプロデビュー。4日後の26日のミネロス・デ・グアヤナ戦でリーガFUTVE初出場。以降先発に定着し、4月9日のスリアFC戦でプロ初ゴールを記録。更に5月15日のデポルティーボ・ラ・グアイラ戦では、プロ初のマルチゴールを記録。
2023年10月には、イギリスの有力メディアガーディアンが毎年選定する全世界の若手有力選手を特集するネクスト・ジェネレーションのネクスト・ジェネレーション2023の一人に選出された。

### ロサンゼルスFC
2024年2月2日、ロサンゼルスFCと2028年までの契約を締結した。

## 代表歴
2023年からユース世代のベネズエラ代表に招集され、同年6月にはフル代表に初招集。19日のグアテマラ戦に途中出場し、代表デビューを果たした。